# Carlos Chaínho
Carlos Narciso Chaínho (Luanda, 10 luglio 1974) è un ex calciatore portoghese, di ruolo centrocampista.

## Palmarès

### Competizioni nazionali
- Supercoppa di Portogallo: 2

Porto: 1998, 1999
- Campionato portoghese: 1

Porto: 1998-1999
- Coppa del Portogallo: 2

Porto: 1999-2000, 2000-2001